# Joseph Lieutaud
Pour les articles homonymes, voir Lieutaud.

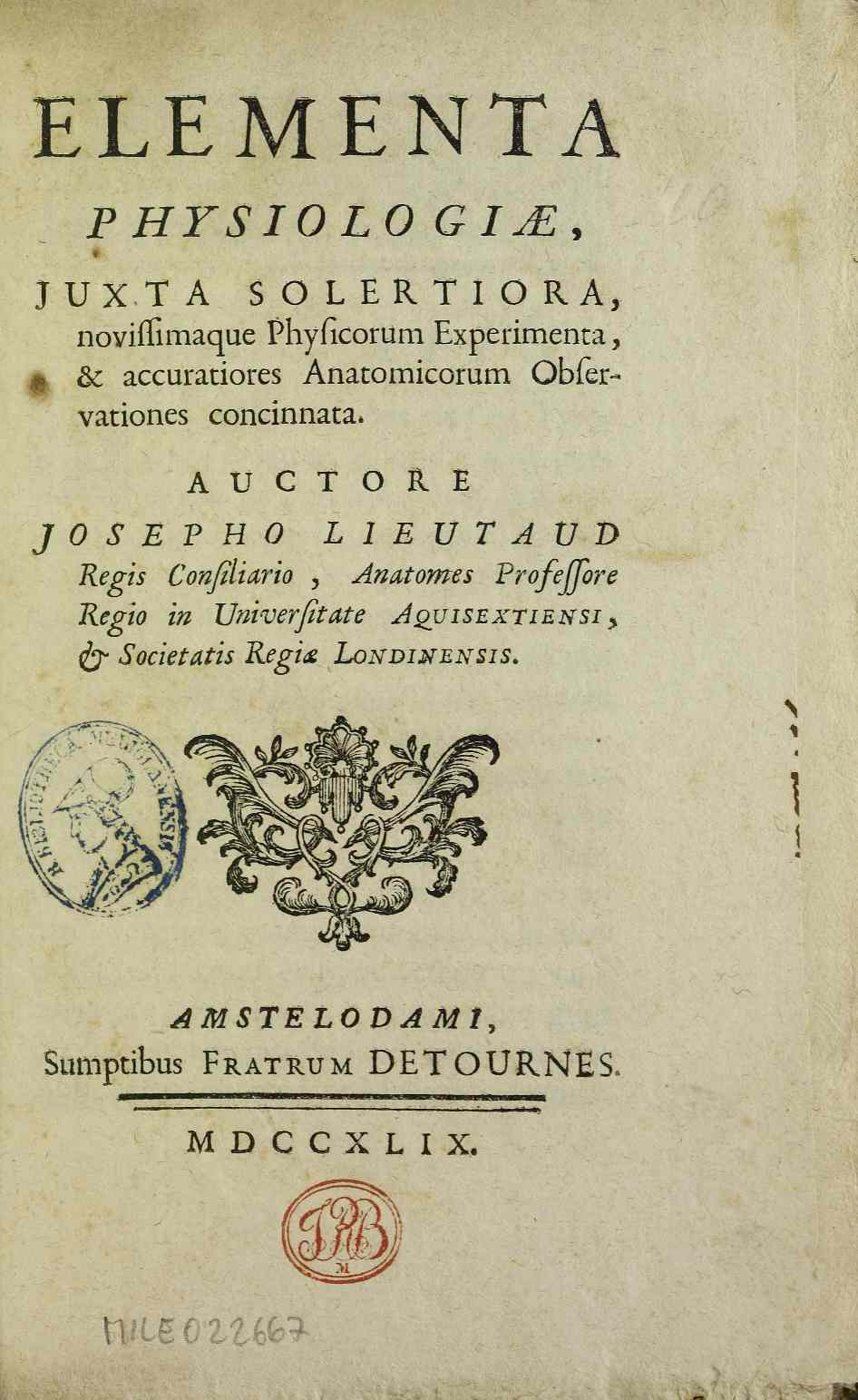
Elementa physiologiae, 1749

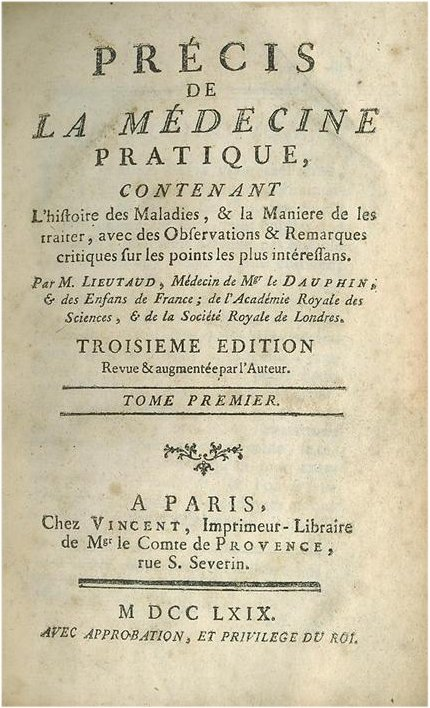
Première page du Précis de la médecine pratique.

Joseph Lieutaud, né à Aix-en-Provence le 21 juin 1703 et mort à Versailles le 6 décembre 1780, est un médecin français.

## Biographie
Joseph Lieutaud est le fils de Jean-Baptiste Lieutaud, avocat au parlement de Provence, et de Louise de Garidel. Il est le neveu du botaniste Pierre Joseph Garidel.
Joseph Lieutaud étudie d'abord la botanique, sur les traces de son oncle, Pierre Joseph Garidel, avant d'être nommé médecin à l'Hôtel-Dieu d'Aix-en-Provence. Il ne cesse d'enrichir ses connaissances à partir de l'étude des patients qu'il soigne et de ses dissections de cadavres. Il obtient son diplôme de l'université d'Aix-Marseille en 1725.
Il devient en 1750 médecin de l'infirmerie royale, puis médecin des enfants de Louis XV, et enfin premier médecin de Louis XVI.
Il est nommé correspondant de Jacques-Bénigne Winslow à l'Académie royale des sciences le 26 février 1735, puis de Henri Louis Duhamel du Monceau le 6 février 1737, adjoint anatomiste le 6 décembre 1751, finalement associé anatomiste vétéran le 26 avril 1759. Il est membre étranger de la Royal Society en 1739 et il est président de la Faculté de médecine de Paris et de la Société royale de médecine.
On lui doit un essai anatomique et surtout un Précis de médecine pratique dont les quatre éditions successives, entre 1760 et 1776, permettent de découvrir la richesse de la pensée médicale de l'époque.
Il donne son nom à une zone anatomique de la vessie, le triangle vésical ou « triangle de Lieutaud ».

## Hommage
- Rue Lieutaud à Aix-en-Provence, en son honneur.
- Pavillon Joseph Lieutaud au Centre hospitalier d'Aix-en-Provence.